# ITTF World Tour 2014
Die ITTF World Tour fand 2014 in ihrer 19. Austragung statt. Sie begann am 29. Januar mit den Hungarian Open in Szombathely und endete am 14. Dezember mit dem letzten Spieltag der Grand Finals in Bangkok.

## Modus
Die teilnehmenden Spieler konnten in 20 verschiedenen Qualifikationsturnieren spielen, die in drei Kategorien – Super, Major und Challenge Series – eingeteilt waren. In jedem Turnier gab es für Männer und Frauen je einen Einzel-, Doppel- und U-21-Wettbewerb. Je nach Kategorie und erreichter Platzierung wurden Punkte verteilt, wobei die Spieler mit den meisten Punkten sich für die Grand Finals qualifizierten. Im Einzel qualifizierten sich 16 Spieler, wobei jeder an mindestens 5 Turnieren teilgenommen haben musste, im Doppel 8 Paare, die in derselben Besetzung an 4 Turnieren teilgenommen haben mussten, im U-21-Wettbewerb 8 Spieler, die an 4 Turnieren auf mindestens 2 verschiedenen Kontinenten teilgenommen haben mussten. Ein Platz war für einen Spieler bzw. ein Doppel des Gastgeberlandes der Grand Finals reserviert, falls jemand vorhanden war, der die Teilnahmekriterien erfüllte.
Die Grand Finals fanden im Einzel und Doppel von Anfang an im K.-o.-System statt, im U-21-Wettbewerb wurden die Teilnehmer in zwei Gruppen mit je 4 Spielern aufgeteilt, die Gruppenersten und -zweiten zogen ins Halbfinale ein.
| Punkte- verteilung | Super Series (6×) | Super Series (6×) | Super Series (6×) | Major Series (4×) | Major Series (4×) | Major Series (4×) | Challenge Series (10×) | Challenge Series (10×) | Challenge Series (10×) |
| Punkte- verteilung | Einzel            | Doppel            | U-21              | Einzel            | Doppel            | U-21              | Einzel                 | Doppel                 | U-21                   |
| Platz 1            | 300               | 300               | 300               | 200               | 200               | 200               | 100                    | 100                    | 100                    |
| Platz 2            | 150               | 150               | 150               | 100               | 100               | 100               | 50                     | 50                     | 50                     |
| Halbfinale         | 75                | 75                | 75                | 50                | 50                | 50                | 25                     | 25                     | 25                     |
| Viertelfinale      | 38                | 38                | 38                | 25                | 25                | 25                | 13                     | 13                     | 13                     |
| Achtelfinale       | 19                | 19                | 19                | 13                | 13                | 13                | 6                      | 6                      | 6                      |
| letzte 32          | 9                 | –                 | 9                 | 6                 | –                 | 6                 | 3                      | –                      | 3                      |
| letzte 64          | 5                 | –                 | 5                 | 3                 | –                 | 3                 | 2                      | –                      | 2                      |

## Turniere
Insgesamt gab es 10 Turniere der Challenge Series, 4 Turniere der Major Series und 6 Turniere der Super Series. 9 Turniere fanden in Europa statt, 7 (inklusive Grand Finals) in Asien, 3 in (Latein-)Amerika und je eins in Afrika und Ozeanien, wobei die German Open das einzige Turnier der Super Series waren, das nicht in Asien stattfand. Die fünf Turniere außerhalb Europas und Asiens gehörten alle zur Challenge Series. Bei den meisten Turnieren der Challenge Series fand kein Doppelwettbewerb statt, bei den German Open kein U-21-Wettbewerb.
| Super Series | Major Series | Challenge Series | Grand Finals |

| Nr. | Ort           | Datum         | Gewinner Männer    | Gewinner Männer               | Gewinner Männer   | Gewinnerinnen Frauen | Gewinnerinnen Frauen          | Gewinnerinnen Frauen | Preis- geld |
| Nr. | Ort           | Datum         | Einzel             | Doppel                        | U-21              | Einzel               | Doppel                        | U-21                 | Preis- geld |
| --- | ------------- | ------------- | ------------------ | ----------------------------- | ----------------- | -------------------- | ----------------------------- | -------------------- | ----------- |
| 1   | Szombathely   | 29.01.–01.02. | Daniel Habesohn    | –                             | Romain Lorentz    | Liu Jia              | –                             | Sofia Polcanova      | $ 30.000    |
| 2   | Kuwait        | 12.02.–16.02. | Fan Zhendong       | Stefan Fegerl Lin Gaoyuan     | Asuka Sakai       | Zhu Yuling           | Liu Shiwen Mu Zi              | Yang Ha-eun          | $ 210.000   |
| 3   | Doha          | 18.02.–23.02. | Xu Xin             | Cho Eon-rae Seo Hyun-deok     | Tristan Flore     | Hu Limei             | Lee Ho Ching Ng Wing Nam      | Petrissa Solja       | $ 350.000   |
| 4   | Magdeburg     | 26.03.–30.03. | Dimitrij Ovtcharov | Lyu Xiang Wang Hao            | –                 | Shan Xiaona          | Miu Hirano Mima Itō           | –                    | $ 140.000   |
| 5   | Almería       | 02.04.–06.04. | Paul Drinkhall     | Tang Peng Wong Chun Ting      | Romain Lorentz    | Li Fen               | Miu Hirano Mima Itō           | Sofia Polcanova      | $ 70.000    |
| 6   | Santiago      | 10.04.–13.04. | Kohei Sambe        | –                             | Mizuki Oikawa     | Miyu Maeda           | –                             | Miyu Maeda           | $ 30.000    |
| 7   | Subic-Bucht   | 15.05.–18.05. | Ho Kwan Kit        | –                             | Chen Feng         | Feng Tianwei         | –                             | Lin Ye               | $ 30.000    |
| 8   | Sydney        | 21.05.–25.05. | Wu Zhikang         | Tang Peng Wong Chun Ting      | Asuka Sakai       | Feng Tianwei         | Saki Tashiro Yuko Fujii       | Mima Itō             | $ 32.000    |
| 9   | Zagreb        | 21.05.–24.05. | Ricardo Walther    | –                             | Alexandre Robinot | Yang Xiaoxin         | –                             | Sofia Polcanova      | $ 30.000    |
| 10  | Chengdu       | 04.06.–08.06. | Ma Long            | Fan Zhendong Ma Long          | Asuka Machi       | Ding Ning            | Ding Ning Liu Shiwen          | Chen Szu-yu          | $ 161.000   |
| 11  | Incheon       | 11.06.–15.06. | Xu Xin             | Yu Ziyang Zhou Kai            | Jang Woo-jin      | Han Ying             | Chen Ke Wang Manyu            | Hitomi Satō          | $ 140.000   |
| 12  | Yokohama      | 18.06.–22.06. | Yu Ziyang          | Seiya Kishikawa Jun Mizutani  | Hugo Calderano    | Feng Tianwei         | Ai Fukuhara Misako Wakamiya   | Sakura Mori          | $ 140.000   |
| 13  | Lagos         | 23.06.–26.06. | Omar Assar         | –                             | Ojo Onaolapo      | Nadeen El-Dawlatly   | –                             | Nadeen El-Dawlatly   | $ 39.700    |
| 14  | Minsk         | 21.08.–24.08. | Vladimir Samsonov  | –                             | Kohei Sambe       | Sayaka Hirano        | –                             | Sakura Mori          | $ 30.000    |
| 15  | Olmütz        | 27.08.–31.08. | Marcos Freitas     | Masataka Morizono Yūya Ōshima | Simon Gauzy       | Elizabeta Samara     | Ai Fukuhara Misako Wakamiya   | Petrissa Solja       | $ 70.000    |
| 16  | Buenos Aires  | 04.09.–07.09. | Zhu Cheng          | –                             | Zhu Cheng         | He Zhuojia           | –                             | Zhu Chaohui          | $ 30.000    |
| 17  | De Haan       | 10.09.–13.09. | Vladimir Samsonov  | –                             | Stephane Ouaiche  | Georgina Póta        | –                             | Bernadette Szőcs     | $ 30.000    |
| 18  | Santos        | 11.09.–14.09. | Liu Dingshuo       | –                             | Zhu Cheng         | Liu Xin              | –                             | Liu Xin              | $ 30.000    |
| 19  | Jekaterinburg | 05.11.–09.11. | Kōki Niwa          | Tang Peng Wong Chun Ting      | Yūya Ōshima       | Kasumi Ishikawa      | Sayaka Hirano Kasumi Ishikawa | Miu Hirano           | $ 70.000    |
| 20  | Stockholm     | 12.11.–16.11. | Fan Zhendong       | Wang Hao Yan An               | Masaki Yoshida    | Zhu Yuling           | Liu Shiwen Zhu Yuling         | Hitomi Satō          | $ 70.000    |
| 21  | Bangkok       | 11.12.–14.12. | Jun Mizutani       | Cho Eon-rae Seo Hyun-deok     | Asuka Machi       | Kasumi Ishikawa      | Miu Hirano Mima Itō           | Chen Szu-yu          | $ 1.000.000 |